# Uranotaenia setosa
Uranotaenia setosa är en tvåvingeart som beskrevs av King och Harry Hoogstraal 1946. Uranotaenia setosa ingår i släktet Uranotaenia och familjen stickmyggor. Inga underarter finns listade i Catalogue of Life.